# نيكولاس كاسترو
نيكولاس كاسترو (بالإسبانية: Nicolás Castro) هو لاعب كرة قدم أرجنتيني في مركز الوسط، ولد في 11 مايو 1990 في رانشوس، بوينس آيرس ‏ في الأرجنتين. لعب مع سارمينتو دي خونين.

## وصلات خارجية
- نيكولاس كاسترو على موقع قاعدة بيانات كرة القدم.إي يو (الإنجليزية)
- نيكولاس كاسترو على موقع Soccerway.com (الإنجليزية)